# Kalgoorlie
Kalgoorlie, part de la Ciutat de Kalgoorlie-Boulder, és una ciutat a la regió Goldfields-Esperance d'Austràlia Occidental, Austràlia, situada a 595 quilometres (370 mi) de Perth al final de la Great Eastern Highway. Va ser fundada el 1893 durant la febre d'or de Coolgardie és la destinació final de Goldfields Water Supply Scheme i la Golden Pipeline Heritage Trail.
A juny de 2015, Kalgoorlie (incloent Boulder), tenia 32.797 habitants.
El nom de Kalgoorlie deriva de la paraula en idioma Wangai Karlkurla, que significa "lloc de la silky pears".

## Història

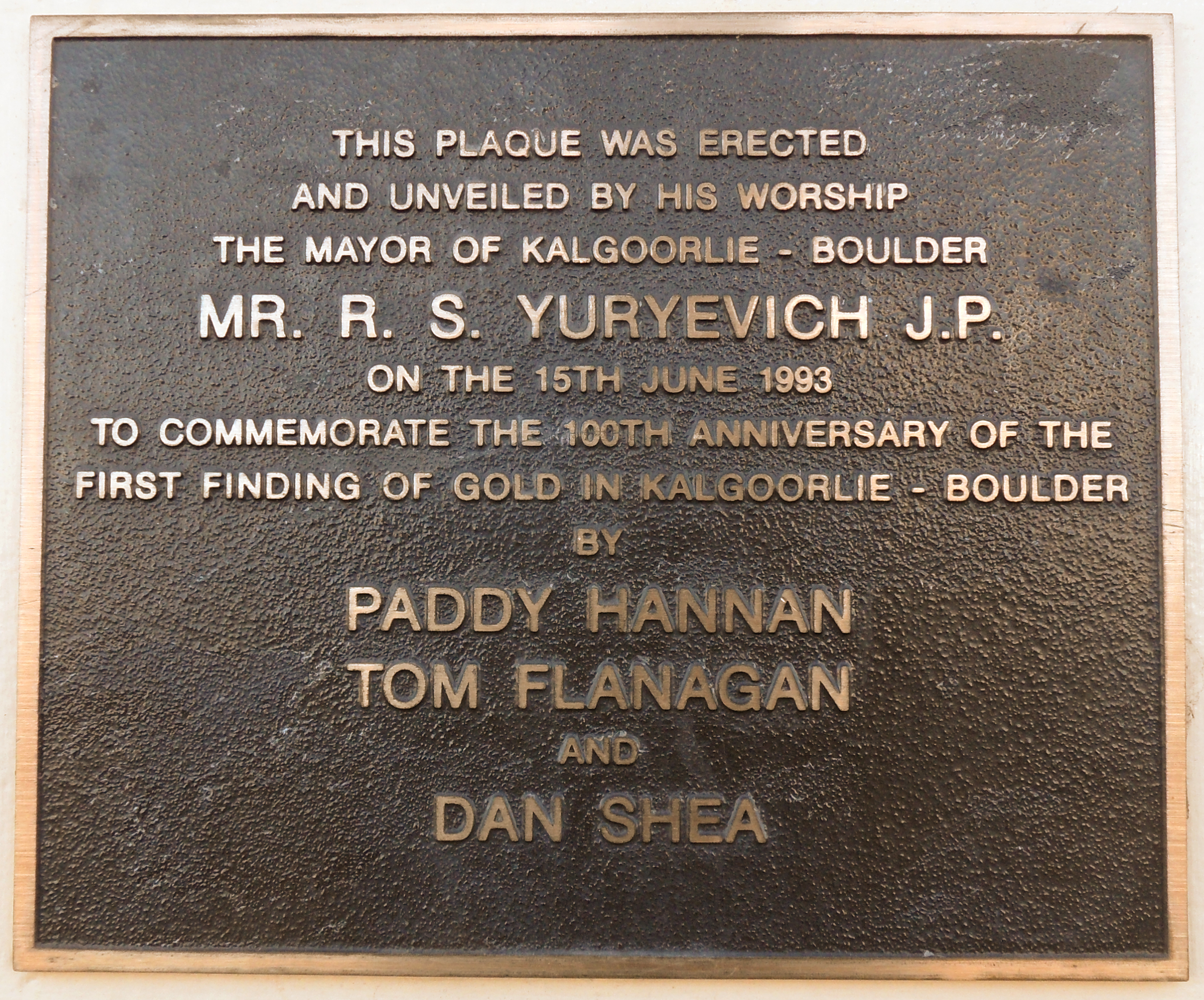
Placca del centenari

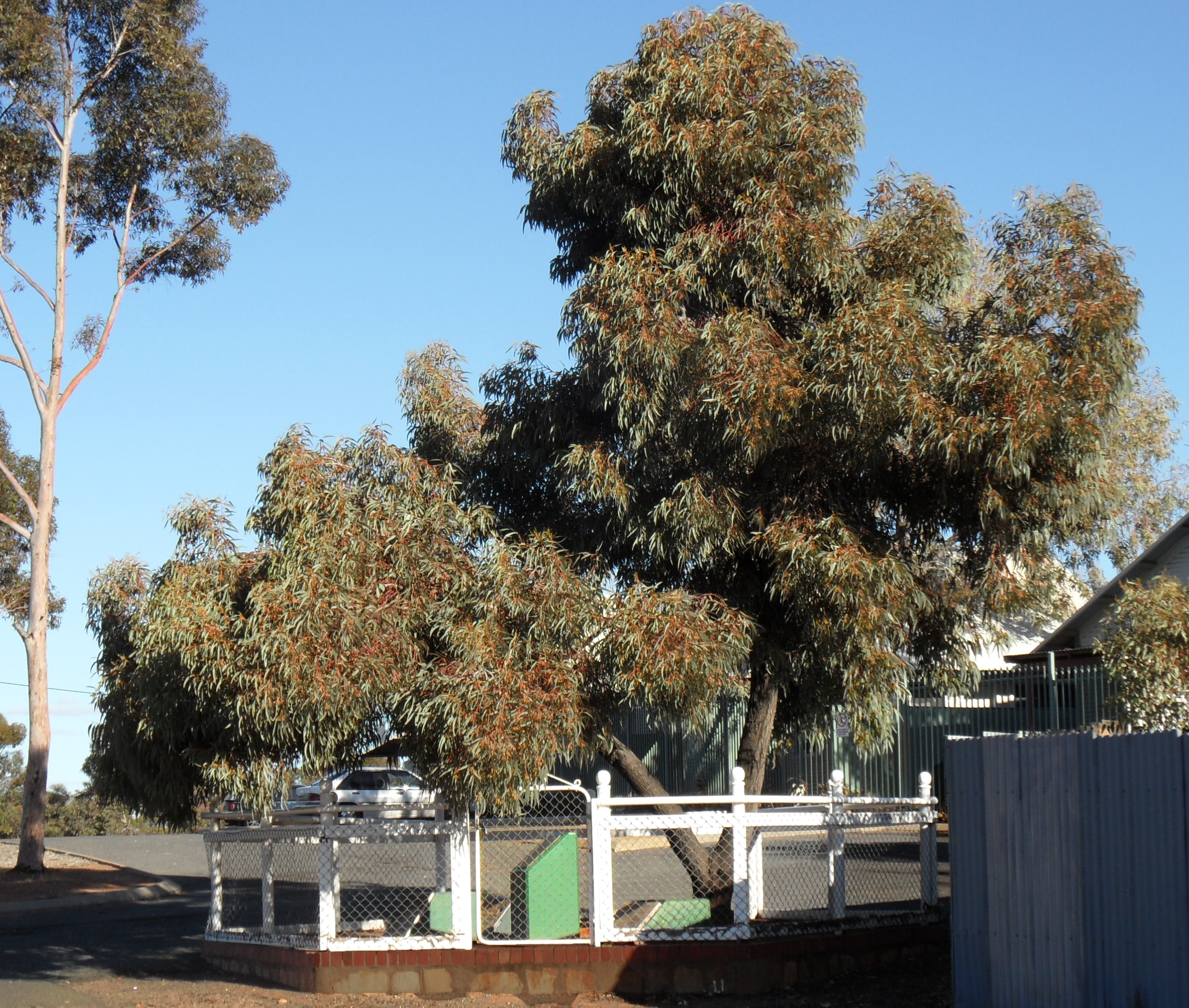
Des de 1897 un arbre marca la parcel·la on es va trobar or el 14 de juny de 1893

A l'hivern de 1893, Patrick (Paddy) Hannan, Tom Flanagan, i Dan Shea van trobar-hi or.

## Clima
Kalgoorlie té un clima semiàrid amb estius càlids i hiverns suaus 
| Dades climàtiques a Kalgoorlie            | Dades climàtiques a Kalgoorlie | Dades climàtiques a Kalgoorlie | Dades climàtiques a Kalgoorlie | Dades climàtiques a Kalgoorlie | Dades climàtiques a Kalgoorlie | Dades climàtiques a Kalgoorlie | Dades climàtiques a Kalgoorlie | Dades climàtiques a Kalgoorlie | Dades climàtiques a Kalgoorlie | Dades climàtiques a Kalgoorlie | Dades climàtiques a Kalgoorlie | Dades climàtiques a Kalgoorlie | Dades climàtiques a Kalgoorlie |
| Mes                                       | gen                            | febr                           | març                           | abr                            | maig                           | juny                           | jul                            | ag                             | set                            | oct                            | nov                            | des                            | anual                          |
| ----------------------------------------- | ------------------------------ | ------------------------------ | ------------------------------ | ------------------------------ | ------------------------------ | ------------------------------ | ------------------------------ | ------------------------------ | ------------------------------ | ------------------------------ | ------------------------------ | ------------------------------ | ------------------------------ |
| Màxima rècord °C (°F)                     | 46.5 (115.7)                   | 44.9 (112.8)                   | 44.5 (112.1)                   | 38.9 (102)                     | 33.4 (92.1)                    | 27.6 (81.7)                    | 28.7 (83.7)                    | 32.0 (89.6)                    | 36.8 (98.2)                    | 40.9 (105.6)                   | 42.9 (109.2)                   | 45.0 (113)                     | 46.5 (115.7)                   |
| Màxima mitjana °C (°F)                    | 33.6 (92.5)                    | 32.1 (89.8)                    | 29.5 (85.1)                    | 25.2 (77.4)                    | 20.6 (69.1)                    | 17.5 (63.5)                    | 16.7 (62.1)                    | 18.6 (65.5)                    | 22.3 (72.1)                    | 25.8 (78.4)                    | 28.9 (84)                      | 31.9 (89.4)                    | 25.2 (77.4)                    |
| Mínima mitjana °C (°F)                    | 18.2 (64.8)                    | 17.8 (64)                      | 16.0 (60.8)                    | 12.6 (54.7)                    | 8.7 (47.7)                     | 6.2 (43.2)                     | 5.0 (41)                       | 5.5 (41.9)                     | 8.0 (46.4)                     | 11.0 (51.8)                    | 14.0 (57.2)                    | 16.5 (61.7)                    | 11.6 (52.9)                    |
| Mínima rècord °C (°F)                     | 8.8 (47.8)                     | 8.5 (47.3)                     | 5.7 (42.3)                     | 1.7 (35.1)                     | −1.8 (28.8)                    | −3.0 (26.6)                    | −3.4 (25.9)                    | −2.4 (27.7)                    | −0.6 (30.9)                    | −1.0 (30.2)                    | 3.1 (37.6)                     | 5.5 (41.9)                     | −3.4 (25.9)                    |
| Precipitació mitjana mm (polzades)        | 23.6 (0.929)                   | 31.2 (1.228)                   | 24.0 (0.945)                   | 21.3 (0.839)                   | 26.5 (1.043)                   | 28.9 (1.138)                   | 24.9 (0.98)                    | 21.4 (0.843)                   | 14.0 (0.551)                   | 14.8 (0.583)                   | 17.8 (0.701)                   | 16.4 (0.646)                   | 264.8 (10.425)                 |
| Mitjana de dies de precipitació (≥ 0.2mm) | 3.9                            | 4.5                            | 4.3                            | 5.3                            | 7.1                            | 8.7                            | 9.2                            | 7.5                            | 5.6                            | 4.3                            | 4.1                            | 3.8                            | 68.3                           |
| Font:                                     |                                |                                |                                |                                |                                |                                |                                |                                |                                |                                |                                |                                |                                |

## Fills il·lustres
- Barry Marshall (1951 -) metge, Premi Nobel de Medicina o Fisiologia de l'any 2005.